# Ton Pattinama
Ton Pattinama (Rotterdam, 30 juli 1956) is een Nederlands voormalig voetballer van Molukse afkomst. 

## Biografie
Ton Pattinama is geboren en opgegroeid in Crooswijk in Rotterdam. Hier begon hij te voetballen bij VV Euraka, dat later NOC Kralingen werd. Hij werd gescout door SBV Excelsior tijdens een schoolvoetbaltoernooi, waar hij zich vanaf zijn zesjarige leeftijd bij aansloot. Op zeventienjarige leeftijd tekende hij zijn eerste contract als professional. Voor Excelsior maakte hij zijn debuut op 17 augustus 1975, in de Eredivisie-wedstrijd tegen SC Telstar. Met Excelsior werd Pattinama in 1979 kampioen van de Eerste divisie.
Op bijna 28-jarige leeftijd waagde hij de overstap naar FC Den Bosch '67. Na twee seizoenen vertrok hij naar FC Utrecht, waarmee hij in het seizoen 1987/88 uitkwam in de UEFA Cup. Hij stond daarna gedurende drie seizoenen onder contract bij SC Heracles '74. Zijn carrière beëindigde hij bij het toenmalige FC Den Haag, het huidige ADO Den Haag.
Pattinama kwam ook uit voor het Zuid-Moluks voetbalelftal.
Na zijn spelerscarrière ging Pattinama verder als voetbaltrainer in het amateurvoetbal. Hij was hoofdtrainer van SV Deltasport (van 1995 tot 2005), Türkiyemspor (interim, in het seizoen 2007/08), SCO '63 (tussen 2010 en 20213), weer SV Deltasport (van 2013 tot 2022), en SC Kruisland (vanaf 2024). Hij wist Deltasport vanaf de Derde klasse op te laten klimmen naar de Hoofdklasse, destijds het derde niveau van de voetbalcompetities bij de mannen in Nederland.
Zijn tweelingzoons Jordão en Edinho hebben ook korte tijd betaald voetbal gespeeld.

## Erelijst
- Eerste divisie: 1979 (Excelsior)